# Rosário Oeste
Rosário Oeste este un oraș în Mato Grosso (MT), Brazilia.